# Распределение Скеллама
Распределение Скеллама — дискретное распределение вероятностей разности {\displaystyle n_{1}-n_{2}} двух статистически независимых случайных величин {\displaystyle N_{1}} и, {\displaystyle N_{2}} имеющих Пуассоновское распределения с различными средними {\displaystyle \mu _{1}} и {\displaystyle \mu _{2}}. Оно применяется при описании статистики разности двух изображений с простым фотонным шумом, а также описывает распределение разности очков в спортивных играх, где все набранные очки равны, таких как бейсбол, хоккей и футбол.
Распределение также распространяется на частный случай разности зависимых случайных величин Пуассона, но только на очевидный случай, когда две велечины имеют общую аддитивную случайную составляющую, которая сокращается при взятии разности: см. Карлис & Ntzoufras (2003) подробности и заявки.
Функция вероятности распределения Скеллама для подсчета разности {\displaystyle k=n_{1}-n_{2}} двух Пуассоновых-распределенных переменных средствами {\displaystyle \mu _{1}} и {\displaystyle \mu _{2}} определяется по формуле:
{\displaystyle f(k;\mu _{1},\mu _{2})=e^{-(\mu _{1}+\mu _{2})}\left({\mu _{1} \over \mu _{2}}\right)^{k/2}I_{k}(2{\sqrt {\mu _{1}\mu _{2}}})}
где  Ik(z) — модифицированная функция Бесселя первого рода. Заметим, что так как k — целое число, Ik(z)=I|k|(z)).